# Zimmertalskopf
Der Zimmertalskopf (auch Bodohöhe genannt) ist ein 412 m ü. NHN hoher Berg im Vogler bei Kirchbrak-Breitenkamp im niedersächsischen Landkreis Holzminden. Auf seinem Gipfel steht der Aussichtsturm Bodoturm.

## Geographische Lage
Der Zimmertalskopf erhebt sich im westlichen Teil des Voglers zwischen der an der Weser liegenden Stadt Bodenwerder im Nordwesten, deren Ortsteil Rühle im Südwesten und Breitenkamp, einem Ortsteil der Gemeinde Kirchbrak, im Osten. Sein Gipfel liegt auf der Gemarkung von Bodenwerder.

## Bodoturm
Auf dem Zimmertalskopf steht der 1978 errichtete sogenannte Bodoturm. Dieser 20 m hohe Stahlfachwerkturm wurde nach Ritter Bodo von Homburg, Oberherr der Stadt Bodenwerder im 12./13. Jahrhundert benannt.
Der Bodoturm wurde im Auftrag des Verkehrsvereins Bodenwerder-Kemnade e.V. von der Werftunion GmbH & Co. Arminiuswerft Bodenwerder errichtet, wobei die Statik vom Ingenieurbüro Peter Schierske in Hameln berechnet wurde. Der jetzige Bodoturm ist der dritte Aussichtsturm auf dem Zimmertalskopf. Bereits von 1911 bis 1933 und von 1957 bis 1977 stand auf dem Zimmertalskopf ein Aussichtsturm.
Der Turm war zwischenzeitlich (Stand August 2015) aus Sicherheitsgründen gesperrt, ist nach aktuellem Stand (September 2018) aber wieder zur Begehung freigegeben.